# Alice Hegan Rice
Alice Hegan Rice, conosciuta anche con il nome Alice Caldwell Hegan (Shelbyville, 11 gennaio 1870 – Louisville, 10 febbraio 1942), è stata una scrittrice statunitense.

## Biografia
Nata nel Kentucky, a Shelbyville, scrisse una dozzina di romanzi, il più famoso dei quali fu Mrs. Wiggs of the Cabbage Patch - best seller del 1902 - che è ambientato a Louisville, città dove viveva la scrittrice. Il romanzo fu portato in scena dalla commedia omonima scritta da Anne Crawford Flexner, lavoro da cui furono tratte diverse versioni cinematografiche.
Molte delle sue opere furono tradotte in tedesco, francese, danese e svedese. Collaborò spesso anche con racconti e storie brevi a giornali e riviste.

## Vita privata
La romanziera si sposò con il poeta e drammaturgo Cale Young Rice. Era nipote della scrittrice Fannie Caldwell (1863-1941), conosciuta con il nome di Frances Little.

## Opere
- Mrs. Wiggs of the Cabbage Patch (1902)
- Lovey Mary (1903)
- Sandy (1905)
- Captain June (1907)
- Mr. Opp (1909)
- A Romance of Billy-Goat Hill (1912)
- The Honorable Percival (1914)
- Calvary Alley  (1917)
- Miss Mink's Soldier and Other Stories  (1918)
- Turn About Tales (con Cale Young Rice) (1920)
- Quin (1921)
- Winners and Losers (con Cale Young Rice) (1925)
- The Buffer (1929)
- Mr. Pete & Co. (1933)
- The Lark Legacy (1935)
- Passionate Follies (1936)
- My Pillow Book (1937)
- Our Ernie (1939)
- The Inky Way (1940)
- Happiness Road (1942) (uscito postumo)

## Filmografia
- Mrs. Wiggs of the Cabbage Patch, regia di Harold Entwistle (1914)
- A Romance of Billy Goat Hill, regia di Lynn Reynolds (1916)
- Mr. Opp, regia di Lynn Reynolds (1917)
- Sunshine Nan, regia di Charles Giblyn (1918)
- Sandy, regia di George Melford (1918)
- Mrs. Wiggs of the Cabbage Patch, regia di Hugh Ford (1919)
- Lovey Mary, regia di King Baggot (1926)
- Mrs. Wiggs of the Cabbage Patch, regia di Norman Taurog (1934)
- Mrs. Wiggs of the Cabbage Patch, regia di Ralph Murphy (1942)